# Estadio Olímpico de Ámsterdam
El Estadio Olímpico de Ámsterdam (en neerlandés: Olympisch Stadion Amsterdam ) es un estadio multiusos ubicado en la ciudad de Ámsterdam (provincia de Holanda Septentrional), capital de los Países Bajos. Fue la sede principal de los Juegos Olímpicos de Ámsterdam 1928.

## Historia

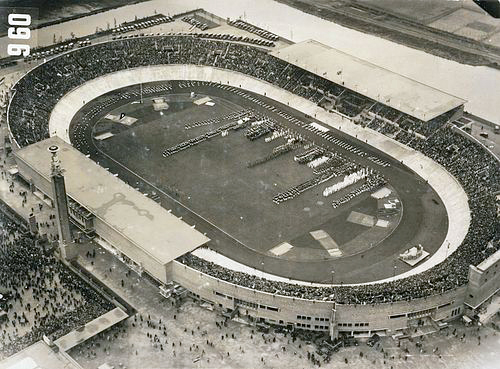
El Olímpico de Ámsterdam en 1928

Diseñado por el arquitecto Jan Wils, fue construido para la celebración de los Juegos Olímpicos de 1928. Una vez completado, el estadio tenía una capacidad de hasta 34 000 espectadores. Sin embargo, tras la construcción del De Kuip en Róterdam, las autoridades neerlandesas aumentaron su capacidad hasta las 64 000 butacas. 
Tras los Juegos Olímpicos, el estadio fue utilizado para albergar variados eventos deportivos, como atletismo, hockey y ciclismo. Por ejemplo, el Tour de Francia de 1954 comenzó en el estadio. Sin embargo, el fútbol ha sido el deporte más practicado en el estadio, pues es la sede tanto del Blauw Wit FC como del BVC Amsterdam, equipos que se fusionaron posteriormente como el FC Amsterdam, mientras que el AFC Ajax utiliza el estadio cuando la concurrencia estimada supera las capacidades del Estadio De Meer o para partidos a mitad de semana. El Ajax continuó utilizando del estadio hasta 1996, cuando fue inaugurado el Amsterdam Arena. 
Tras la partida del equipo de fútbol, se reconstruyó el estadio, demoliendo el segundo anillo y dejándolo con su forma original. Actualmente, su uso está destinado para competencias atléticas.
Debido a la coronación de la selección de Fútbol de Uruguay como vencedor de los Juegos Olímpicos en la competencia de fútbol, una de las tribunas cabeceras del Estadio Centenario en Montevideo lleva el nombre Ámsterdam.

## Partidos Eurocopa 1964
| 11 de septiembre de 1963, 20:00 | Luxemburgo | 1:1 (1:1) | Países Bajos | Estadio Olímpico de Ámsterdam, Ámsterdam                             |                                                                      |
|                                 | May 33'    |           | Nuninga 5'   | Asistencia: 36.523 espectadores Árbitro(s): Arthur Blavier (Bélgica) | Asistencia: 36.523 espectadores Árbitro(s): Arthur Blavier (Bélgica) |

| 18 de diciembre de 1963                           | Dinamarca     | 1:0 (1:0) | Luxemburgo | Estadio Olímpico de Ámsterdam, Ámsterdam                              |                                                                       |
|                                                   | O. Madsen 43' |           |            | Asistencia: 5.700 espectadores Árbitro(s): Piet Roomer (Países Bajos) | Asistencia: 5.700 espectadores Árbitro(s): Piet Roomer (Países Bajos) |
| Dinamarca ganó por 6-5 en el global (3 partidos). |               |           |            |                                                                       |                                                                       |

| Predecesor: Stade Olympique Yves-du-Manoir París 1924 | Estadio Olímpico Ámsterdam 1928                                  | Sucesor: Memorial Coliseum Los Ángeles 1932  |
| Predecesor: Stade Olympique Yves-du-Manoir París 1924 | Estadio de la final del Torneo Olímpico de Fútbol Ámsterdam 1928 | Sucesor: Berliner Olympiastadion Berlín 1936 |